# 贵粟政策
贵粟政策，汉文帝时推行的经济政策，由政论家晁错提出。
西汉初年社会经济的恢复、发展，商业发展起来。晁错认为商人囤积居奇，操纵物价，放高利贷，许多农民则卖田宅。他认为“此商人所以兼并农人，农人所以流亡者也。今法律贱商人，商人已富贵矣。尊农人，农夫已贫贱矣”、“粟者，王者大用，政之本务。”他不主张一般化的“重农”、“尊农夫”，建议实行“贵粟”政策。主要内容是“使民以粟为赏罚”，即“募天下入粟县官，得以拜爵，得以除罪。”具体做法是人民可以用粮食买爵位，也可以用粮食赎罪。其好处有三：“一曰主用足，二曰民赋少,三曰劝农功。”国家的粮食多了，可以减轻租税，商人要向农民卖粮，粮价也会提高。政策实行后，国家的存粮大增，农民的生活和生产都一度得到改善，商人的社会、政治地位也大大提高。